# Sylvia Rose
Sylvia Rose, född den 23 december 1962 i Barth i Tyskland, är en östtysk roddare.
Hon tog OS-guld i fyra utan styrman i samband med de olympiska roddtävlingarna 1988 i Seoul.